# Polyommatus erschoffi
Polyommatus erschoffi is een vlinder uit de familie van de Lycaenidae. De wetenschappelijke naam van de soort is voor het eerst gepubliceerd in 1869 door Julius Lederer.

## Ondersoorten
- Polyommatus erschoffi erschoffi (Lederer, 1869)
- Polyommatus erschoffi pashtu Eckweiler, 1997

## Verspreiding
De soort komt voor in Iran en Afghanistan.